# Numérotation des lignes de chemin de fer de la région Est
Le tableau suivant répertorie les dénominations chiffrées des lignes du réseau de la Compagnie des chemins de fer de l'Est et de la région Est de la Société nationale des chemins de fer français (SNCF). La dernière colonne indique la période de numérotation de la ligne :
- Est indique que la numérotation était valable du temps de la Compagnie des chemins de fer de l'Est (en l'occurrence, 1873 - 1937, c'est-à-dire après l'annexion de l'Alsace-Moselle par l'Empire allemand) ;
- Transitoire indique que la numérotation était valable après la création de la SNCF (1938), avant mise en place de la numérotation définitive ;
- SNCF indique que la numérotation est valable après mise en place de la numérotation officielle définitive de la SNCF ;
- AL indique que la numérotation s'applique à des lignes issues de l'ancien réseau géré par l'Administration des chemins de fer d'Alsace et de Lorraine (AL) ;
- Déclin indique des numérotations qui ont vu le jour seulement après la disparition de certaines sections de ligne.

La numérotation type Est n'est plus officiellement utilisée par la SNCF. Cependant, l'usage l'utilise encore, en particulier dans les cercles de passionnés du monde ferroviaire, mais également dans les renseignements techniques annexés aux fascicules horaires destinés aux conducteurs.
| Indice | Intitulé                                                       | Époque                   |
| ------ | -------------------------------------------------------------- | ------------------------ |
| 1      | Épernay à Reims                                                | Est                      |
| 1      | Paris à Strasbourg                                             | Actuel                   |
| 14     | Sorcy à Void                                                   | 1953 à 1964              |
| 2      | Paris à Charleville                                            | Est                      |
| 2      | Paris à Longwy                                                 | Actuel                   |
| 2      | Écouviez à Velosnes-Torgny                                     | Transitoire              |
| 23     | Soissons à Reims                                               | Est                      |
| 24     | Vrigne-Meuse à Vrigne-aux-Bois                                 | SNCF                     |
| 24     | La Ferté-Milon à Coincy                                        | Déclin                   |
| 25     | Charleville à Givet                                            | Est                      |
| 26     | Carignan à Messempré                                           | Transitoire              |
| 27     | Montmédy à Écouviez et Lamorteau                               | Transitoire              |
| 29     | Longwy à Villerupt                                             | Transitoire              |
| 3      | Reims à Laon                                                   | Est                      |
| 3      | Strasbourg à Saint-Louis et Bâle (ligne de la Plaine d'Alsace) | AL                       |
| 3Nord  | Luxembourg à Metz et Metz à Réding                             | AL                       |
| 32     | Metz à Vantoux-Vallières                                       | Déclin                   |
| 4      | Châlons-sur-Marne à Conflans - Jarny                           | Est                      |
| 4      | Châlons-sur-Marne à Thionville                                 | Transitoire              |
| 4      | Paris à Bâle                                                   | Actuel                   |
| 5      | Charleville à Hirson                                           | Est                      |
| 5      | Épernay à Reims                                                | Transitoire              |
| 5      | Châlons-sur-Marne à Hagondange                                 | Actuel                   |
| 6      | Révigny à Hirson                                               | Est et Actuel            |
| 67     | Conflans - Jarny à Villerupt                                   | Actuel                   |
| 7      | Charleville à Longuyon                                         | Est                      |
| 7      | Longuyon à Thionville                                          | SNCF                     |
| 72     | Longuyon à Écouviez                                            | Est                      |
| 73     | Vrigne-Meuse à Vrigne-aux-Bois                                 | Est                      |
| 73     | Thionville à Vœlklingen                                        | AL                       |
| 75     | Carignan à Messempré                                           | Est                      |
| 7      | Montmédy à Écouviez et Lamorteau                               | Est                      |
| 7      | Hayange à Algrange-Rochonvillers                               | AL                       |
| 79     | Longuyon à Audun-le-Roman                                      | Est                      |
| 8      | Longuyon à Longwy                                              | Est                      |
| 8      | Metz à Téterchen, Béning et Sarreguemines                      | AL                       |
| 83     | Longwy à Villerupt                                             | Est                      |
| 85     | Metz à Anzeling et Dillingen                                   | AL                       |
| 8      | Vigy à Waldwisse                                               | Déclin                   |
| 9      | Châlons-sur-Marne à Reims                                      | Est                      |
| 9      | Mommenheim à Sarreguemines                                     | AL                       |
| 94     | Saverne à Rœschwoog                                            | AL                       |
| 98     | Wingen-sur-Moder à Saint-Louis-lès-Bitche et frontière         | AL                       |
| 9      | Bouxwiller à Ingwiller                                         | AL (à vérifier)          |
| 9      | Rexingen à Diemeringen                                         | AL, Déclin               |
| 10     | Vitry-le-François à Blesme et Chaumont                         | Est                      |
| 10     | Laon à Chaumont                                                | Actuel                   |
| 103    | Saint-Dizier à Éclaron et Doulevant-le-Château                 | Est                      |
| 103    | Joinville à Poissons-Noncourt                                  | 1953 à 1990              |
| 106    | Saint-Dizier à Éclaron et Doulevant-le-Château                 | Actuel                   |
| 11     | Lérouville à Metz-Central                                      | Est                      |
| 11     | Lérouville à Metz, Rémilly et Sarrebruck                       | Actuel                   |
| 118    | Metz à Château-Salins                                          | AL                       |
| 12     | Nancy-Ville à Metz et à Longuyon                               | Est et Actuel            |
| 123    | Pompey à Nomeny                                                | Est                      |
| 127    | Pompey à Nomeny                                                | SNCF                     |
| 128    | Metz à Conflans - Jarny                                        | AL                       |
| 13     | Nancy-Ville à Château-Salins                                   | Est                      |
| 13     | Nancy-Ville à Sarreguemines                                    | SNCF                     |
| 132    | Burthécourt à Vic-sur-Seille                                   | Est                      |
| 133    | Igney - Avricourt à Bénestroff                                 | AL                       |
| 134    | Berthelming à Sarreguemines via Kalhausen                      | AL                       |
| 137    | Sarreguemines à la frontière vers Deux-Ponts                   | AL                       |
| 139    | Burthécourt à Vic-sur-Seille                                   | AL (à vérifier)          |
| 14     | Nancy-Ville à Merrey                                           | Est et Actuel            |
| 145    | Toul à Mirecourt                                               | SNCF                     |
| 15     | Chalindrey à Toul                                              | Est et Actuel            |
| 152    | Langres à Andilly                                              | SNCF                     |
| 155    | Langres à Chalindrey et Is-sur-Tille                           | Actuel                   |
| 158    | Chalindrey à Gray                                              | SNCF                     |
| 16     | Nancy-Ville à Lure                                             | Est et Actuel            |
| 162    | Aillevillers à Port-d'Atelier                                  | Est                      |
| 163    | Charmes à Rambervillers                                        | Est et SNCF              |
| 165    | Aillevillers à Plombières-les-Bains                            | Est                      |
| 165    | Aillevillers à Port-d'Atelier                                  | SNCF                     |
| 167    | Aillevillers à Faymont                                         | Est                      |
| 168    | Aillevillers à Plombières-les-Bains                            | SNCF                     |
| 169    | Aillevillers à Faymont                                         | SNCF                     |
| 17     | Épinal à Bussang                                               | Est                      |
| 17     | Sélestat à Molsheim                                            | AL                       |
| 173    | Molsheim à Saverne                                             | AL                       |
| 176    | Sélestat à Villé                                               | AL                       |
| 178    | Sélestat à Sundhouse                                           | AL                       |
| 18     | Lunéville à Épinal                                             | Est                      |
| 18     | Épinal à Strasbourg                                            | SNCF et Actuel           |
| 183    | Baccarat à Badonviller                                         | Est                      |
| 184    | Saint-Léonard à Fraize                                         | SNCF                     |
| 185    | Saint-Léonard à Fraize                                         | Est                      |
| 185    | Laveline-devant-Bruyères à Gérardmer                           | SNCF                     |
| 187    | Laveline-devant-Bruyères à Gérardmer                           | Est                      |
| 187    | Épinal à Bussang                                               | SNCF et Actuel           |
| 189    | Remiremont à Cornimont                                         | SNCF                     |
| 19     | Lérouville à Sedan                                             | Est et SNCF              |
| 193    | Carignan à Messempré                                           | SNCF                     |
| 194    | Montmédy à Écouviez et Lamorteau                               | SNCF                     |
| 196    | Écouviez à Velosnes-Torgny                                     | SNCF                     |
| 198    | Longwy à Villerupt                                             | SNCF                     |
| 199    | Sedan à Raucourt                                               | Est et SNCF              |
| 20     | Bar-le-Duc à Neufchâteau                                       | Est                      |
| 20     | Charleville à Hirson par Liart                                 | SNCF                     |
| 202    | Reims à Apremont                                               | ?                        |
| 203    | Soissons à Reims                                               | Actuel                   |
| 205    | Charleville à Givet                                            | Actuel                   |
| 207    | Charleville à Hirson par Auvillers                             | SNCF                     |
| 21     | Igney - Avricourt à Cirey                                      | Est                      |
| 21     | Lunéville à Sélestat                                           | Transitoire              |
| 21     | Paris à Vitry-le-François                                      | SNCF et Actuel           |
| 213    | Baccarat à Badonviller                                         | Transitoire              |
| 214    | Verneuil-l'Étang à Marles-en-Brie                              | SNCF                     |
| 216    | Longueville à Esternay                                         | SNCF                     |
| 22     | Reims à Apremont                                               | Est (origine)            |
| 22     | Reims à Baroncourt                                             | Est                      |
| 22     | Romilly à Épernay                                              | SNCF                     |
| 222    | Château-Thierry à Oulchy - Breny + Mézy à Romilly-sur-Seine    | SNCF                     |
| 223    | Marcq-Saint-Juvin à Apremont-sur-Aire                          | Est                      |
| 225    | Épernay à Reims                                                | SNCF                     |
| 228    | Flamboin-Gouaix à Montereau                                    | SNCF                     |
| 23     | Barisey-la-Côte à Mirecourt                                    | Est                      |
| 23     | Lunéville à Saint-Dié et Sélestat                              | SNCF                     |
| 235    | Baccarat à Badonviller                                         | SNCF                     |
| 237    | Lunéville à Bruyères                                           | SNCF                     |
| 24     | Chaumont à Épinal                                              | Est et SNCF              |
| 243    | Bar-le-Duc à Neufchâteau                                       | SNCF                     |
| 245    | Montier-en-Der à Sorcy                                         | 1938 à 1953              |
| 245    | Gondrecourt-le-Château - Luméville-Chassey                     | 1953 à 1969              |
| 247    | Neufchâteau à Pagny-sur-Meuse                                  | SNCF                     |
| 249    | Jussey à Épinal                                                | SNCF                     |
| 25     | Montier-en-Der à Sorcy ou Pagny-sur-Meuse                      | Est                      |
| 25     | Troyes à Gray                                                  | SNCF                     |
| 25     | Mertzwiller à Seltz                                            | AL                       |
| 253    | Gray à Talmay                                                  | SNCF                     |
| 255    | Vesoul à Gray                                                  | SNCF                     |
| 257    | Nuits-sous-Ravières à Chaumont                                 | SNCF                     |
| 259    | Poinson-Beneuvre à Langres                                     | SNCF                     |
| 26     | Remiremont à Cornimont                                         | Est                      |
| 26     | Saint-Florentin à Châlons-en-Champagne                         | SNCF                     |
| 265    | Vitry-le-François à Bar-sur-Aube                               | SNCF                     |
| 267    | Sens-Lyon à Révigny                                            | SNCF                     |
| 27     | Walbourg à Lembach                                             | AL                       |
| 27     | Toul à Blainville-Damelevières                                 | Est et SNCF              |
| 275    | Champigneulles à Nancy-Saint-Georges et Jarville               | SNCF                     |
| 28     | Conflans - Jarny à Villerupt                                   | Est                      |
| 28     | Belfort à Besançon                                             | SNCF                     |
| 282    | Vesoul à Montbozon et Loulans-les-Forges                       | SNCF                     |
| 283    | Conflans - Jarny à Homécourt                                   | Est                      |
| 283    | Lure à Montbozon                                               | SNCF                     |
| 284    | Montbéliard à Morvillars                                       | SNCF                     |
| 284    | Jussey à Passavant                                             | Déclin                   |
| 285    | Belfort à Delle                                                | SNCF                     |
| 286    | Voujeaucourt à Saint-Hippolyte                                 | SNCF                     |
| 287    | Belfort à Giromagny                                            | SNCF                     |
| 288    | Vitrey-Vernois à Bourbonne-les-Bains                           | SNCF                     |
| 29     | Baroncourt à Audun-le-Roman                                    | Est                      |
| 29     | Reims à Apremont et Audun-le-Roman                             | SNCF (à vérifier)        |
| 293    | Reims à Apremont et Audun-le-Roman                             | SNCF (à vérifier)        |
| 30     | Champigneulles à Nancy-Saint-Georges et Jarville               | Est                      |
| 30     | Bischwiller à Oberhoffen                                       | AL                       |
| 31     | Charleville à Hirson par Liart                                 | Est                      |
| 31     | Dannemarie à Pfetterhouse                                      | AL                       |
| 313    | Charleville à Hirson par Auvillers                             | Transitoire              |
| 315    | Altkirch à Ferrette                                            | AL                       |
| 318    | Waldighoffen à Huningue                                        | AL                       |
| 32     | Lutterbach à Kruth                                             | AL                       |
| 325    | Cernay à Sewen                                                 | AL                       |
| 327    | Mulhouse à Chalampé                                            | AL                       |
| 329    | Neuf-Brisach à Bantzenheim                                     | AL                       |
| 33     | Strasbourg à Wissembourg                                       | AL                       |
| 333    | Walbourg à Betschdorf                                          | Déclin                   |
| 337    | Strasbourg à Lauterbourg                                       | AL                       |
| 339    | Hatten à Seltz                                                 | Déclin                   |
| 34     | Esbly à Crécy-la-Chapelle                                      | Est                      |
| 34     | Colmar à Metzeral                                              | AL                       |
| 348    | Colmar à Neuf-Brisach                                          | AL                       |
| 35     | Lunéville à Bruyères                                           | Est                      |
| 35     | Haguenau à Sarreguemines                                       | AL                       |
| 354    | Lauterbourg à Wissembourg                                      | AL                       |
| 356    | Walbourg à Lembach                                             | AL                       |
| 36     | Château-Thierry à Romilly                                      | Est                      |
| 36     | La Ferté-Milon à Château-Thierry et à Romilly                  | SNCF (à vérifier)        |
| 36     | Sarrebourg à Abreschviller                                     | AL                       |
| 363    | (Sarrebourg) - La Forge à Vallérysthal-Troisfontaines          | AL                       |
| 366    | Réding à Diemeringen                                           | AL                       |
| 37     | Saint-Dizier à Revigny                                         | Est                      |
| 37     | Fontoy à Audun-le-Tiche                                        | AL                       |
| 372    | Audun-le-Tiche à Hussigny-Godbrange                            | AL                       |
| 374    | Hettange-Grande à Entrange                                     | AL                       |
| 377    | Thionville à Apach                                             | AL                       |
| 38     | La Ferté-Milon à Château-Thierry                               | Est                      |
| 38     | La Ferté-Milon à Château-Thierry et à Romilly                  | Transitoire (à vérifier) |
| 38     | Colmar à Ensisheim et à Bollwiller                             | AL                       |
| 39     | Verneuil à Marles-en-Brie                                      | Est                      |
| 39     | Bollwiller à Lautenbach                                        | AL                       |
| 40     | Paris à Belfort                                                | Est                      |
| 40     | Paris à Bâle                                                   | Transitoire              |
| 403    | Belfort à Delle                                                | Transitoire              |
| 405    | Belfort à Giromagny                                            | Transitoire              |
| 407    | Petit-Croix à Bourogne                                         | SNCF                     |
| 409    | Petit-Croix à Bourogne                                         | Transitoire              |
| 41     | Paris à Sézanne                                                | Est                      |
| 41     | Paris à Vitry-le-François                                      | Transitoire              |
| 42     | Longueville à Esternay                                         | Est                      |
| 43     | Flamboin-Gouaix à Montereau                                    | Est                      |
| 44     | Romilly à Épernay                                              | Est                      |
| 45     | Troyes à Gray                                                  | Est                      |
| 46     | Langres à Chalindrey et Is-sur-Tille                           | Est                      |
| 47     | Neufchâteau à Pagny-sur-Meuse                                  | Est                      |
| 48     | Chalindrey à Gray                                              | Est                      |
| 49     | Vesoul à Gray                                                  | Est                      |
| 50     | Belfort à Delle                                                | Est                      |
| 51     | Vitrey-Vernois à Bourbonne-les-Bains                           | Est                      |
| 52     | Langres à Andilly                                              | Est                      |
| 53     | Châtillon-sur-Seine à Chaumont                                 | Est                      |
| 53     | Nuits-sous-Ravières à Chaumont                                 | Transitoire              |
| 54     | Poinson-Beneuvre à Langres                                     | Est                      |
| 55     | Belfort à Giromagny                                            | Est                      |
| 56     | Saint-Florentin à Châlons                                      | Est                      |
| 57     | Sens-Lyon à Saint-Dizier                                       | Est                      |
| 57     | Sens-Lyon à Révigny                                            | Transitoire              |
| 58     | Fère-Champenoise à Vitry-le-François                           | Est                      |
| 59     | Vitry-le-François à Bar-sur-Aube                               | Est                      |
| 60     | Jussey à Épinal                                                | Est                      |
| 92     | Lutterbach à Kruth                                             | Est                      |
| ?      | Bettelainville à Mertzig                                       |                          |
| ABC    | Igney - Avricourt à Cirey                                      | SNCF                     |
| BA     | Paris à Gargan et Aulnay-sous-Bois                             | Est et SNCF              |
| EC     | Esbly à Crécy-la-Chapelle                                      | SNCF                     |
| GC     | Grande Ceinture                                                |                          |
| PA     | Paris à Igney - Avricourt                                      | Est                      |
| PC     | Petite Ceinture                                                |                          |
| V      | Paris-Bastille à Verneuil-l'Étang                              | Est et SNCF              |